# Matters to Me
Matters to Me è il quinto (e ultimo) album della cantante britannica Connie Talbot, il primo (e unico) della sua adolescenza, pubblicato il 23 marzo del 2016.

## Tracce
1. Shut Up (Move On) – 3:22 (Bradley Mair, Connie Talbot, Mark Eldridge)
2. Roar – 4:03 (Bonnie McKee, Henry Walter, Katy Perry, Lukasz Gottward, Max Martin)
3. I'm Over You – 3:12 (Connie Talbot)
4. Dream Out Loud – 2:39 (Connie Talbot, Tony Gad)
5. Those Days – 2:55 (Connie Talbot)
6. When I Fall in Love – 3:28 (testo: Edward Heyman – musica: Victor Young)
7. Inner Beauty – 3:43 (Bailey Tzuke, Graham Kearns, Judie Tzuke)
8. Teenage Chemistry – 3:47 (Bradley Mair, Connie Talbot, Mark Eldridge)
9. I'll Be There – 3:24 (Allee Willis, Danny Wilde, Michael Skloff, Phil Sōlem)
10. Gravity – 3:37 (Connie Talbot, Flo Reutter, Mark Eldridge)
11. Vincent – 4:13 (Don McLean)
12. Matters to Me – 3:49 (Phil Taylor, Bradley Mair, Connie Talbot, Mark Eldridge)
13. This Is Home – 4:11 (Connie Talbot, Judie Tzuke, Mark Eldridge)